# Gummo Marx
Milton "Gummo" Marx, (Upper East Side, Manhattan,  23. listopada 1892. — Palm Springs, Kalifornija,21. travnja 1977.) bio je američki glumac i komičar, jedan od Braće Marx.
Surađivao je s braćom u vodviljima, ali ih je napustio jer nije volio glumački poziv. To je bilo prije nego što su braća Marx snimila neki od svojih poznatih filmova. 
Poslije napuštanja scene postaje dizajner odjeće. Kasnije je s bratom Zeppom vodio kazališnu agenciju. Kada je agencija prodana, zastupao je brata Groucha i TV-seriju The Life of Riley.